# Pas fixe
Pour les articles homonymes, voir pas.
On dit d'une hélice qu'elle a un pas fixe lorsque ses pales sont fixes (c'est le cas le plus commun) ; autrement dit, elles ne peuvent pas changer d'inclinaison.

## Hélicoptères
Pour faire monter ou descendre un hélicoptère dont le rotor est à pas fixe, il faut ralentir ou accélérer le moteur qui entraîne ce rotor. C'est souvent le cas des hélicoptères radiocommandés les plus simples.

### Modèles d'hélicoptères radiocommandés à pas fixe
- Le Dragonfly 4
- Le Carboon2 FP
- Le Piccolo
- Le Honey Bee I V2
- Le Tiny2 FP
- Le Blade msr